# Csorna
Csorna [tʃornɒ] (deutsch Gschirnau) ist eine ungarische Stadt im Komitat Győr-Moson-Sopron in Westtransdanubien. Sie ist Hauptort des gleichnamigen Kreises.

## Lage
Der Ort befindet sich an der Raab-Ödenburger Bahn (Győr–Sopron) sowie der Bahnstrecke Hegyeshalom–Szombathely und der parallel verlaufenden Europastraße 65. Csorna liegt etwa 30 km westlich von Győr.

## Geschichte

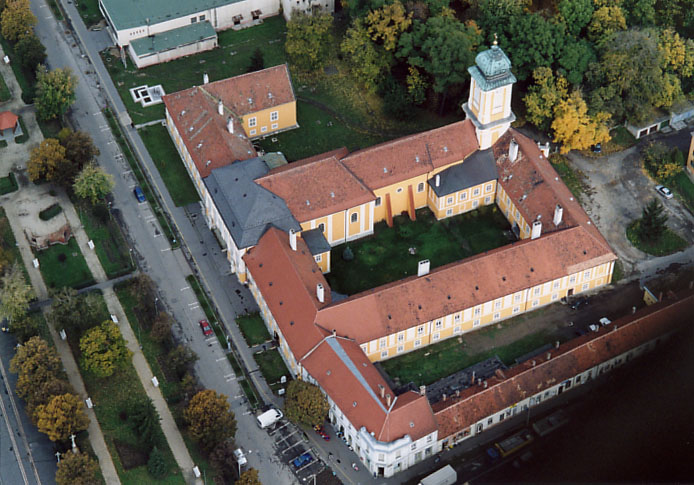
Prämonstratenserabtei Csorna

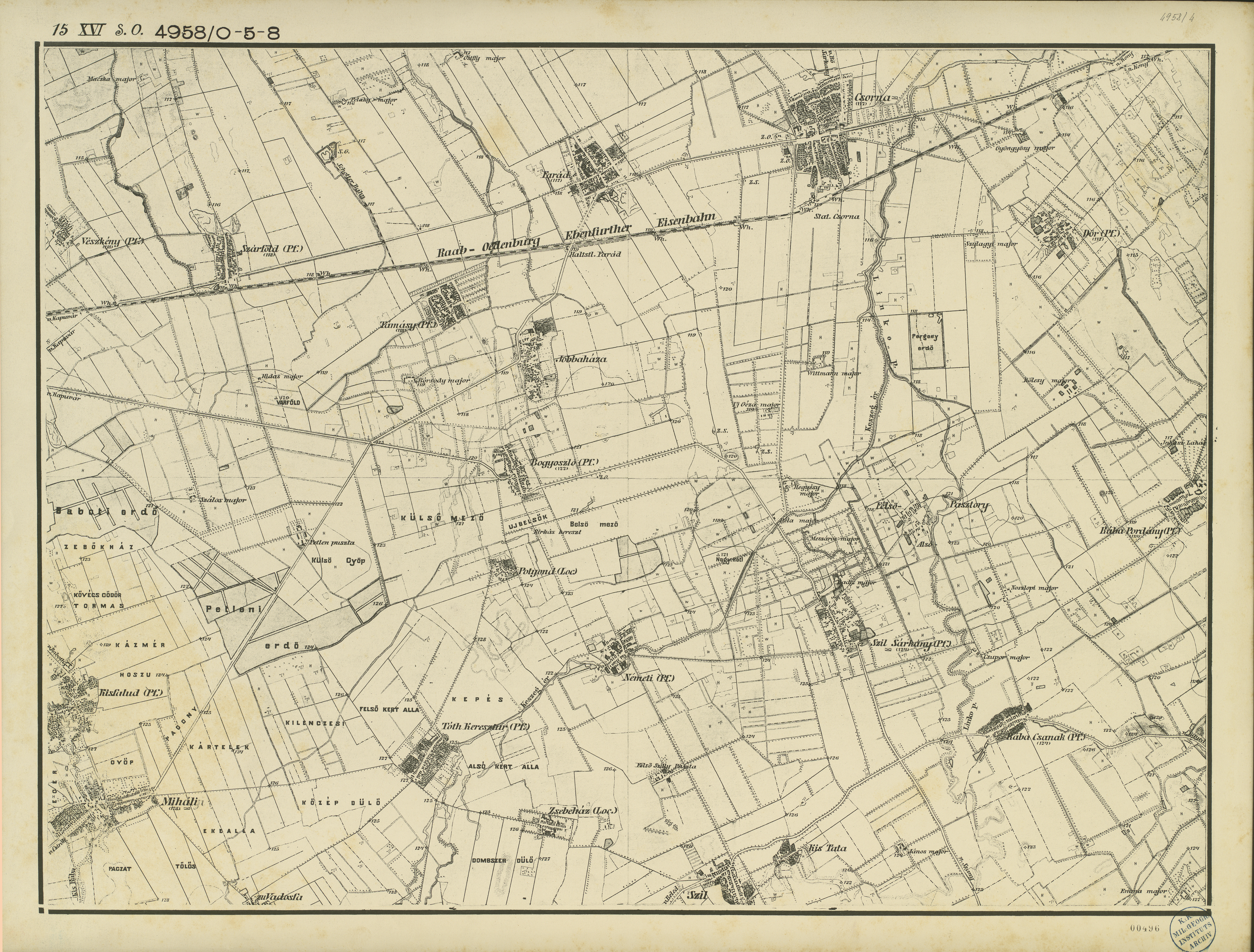
Csorna (oben) in der 3. Landesaufnahme, Ende des 19. Jahrhunderts

Der Ortsname entstammt dem slawischen Wortstamm černá, d. h. die Schwarze. Bis 1918 gehörte der Ort zum Komitat Ödenburg.
Der Ort ist Sitz der Prämonstratenserpropstei Csorna.

## Persönlichkeiten
Berühmte Personen mit Bezug zu Csorna sind:
- János Áder (* 1959), Politiker, Präsident Ungarns (2012–2022)
- David Gestetner (1854–1939), Erfinder
- László Horváth (1946–2025), Moderner Fünfkämpfer
- János Ittzés (* 1944), evangelischer Theologe
- Csaba Molnár (* 1979), Politiker
- Loretta Németh (* 1995), Fußballspielerin
- Zoltán Szarka (1942–2016), Fußballspieler und -trainer
- Ignaz Till (1891–1945), österreichischer Politiker

## Partnerstädte
- Heumen, Niederlande
- Sinzing, Deutschland